# Hermes d'Atalanta
L'Hermes d'Atalanta (en grec: Ερμής της Αταλάντης) és una estàtua funerària de marbre d'un jove representat com Hermes, el déu dels missatgers i psicopomp dels morts. Va ser excavada a la ciutat d'Atalanta a Ftiòtida, a Grècia. Actualment es conserva al Museu Arqueològic d'Atenes (amb el número d'inventari 240).

## Història
L'estàtua és una escultura funerària i es col·locà en la tomba d'un jove (d'ací la imatgeria d'Hermes, un déu ctònic) al segle ii. És una còpia d'una estàtua del segle iv abans de la nostra era o bé repeteix en gran manera aquest estil. Va ser descoberta en un petit poble anomenat Atalanta, del qual va prendre el nom, a la Grècia Central i la traslladaren a Atenes en la dècada dels 1860.

## Descripció
L'Hermes d'Atalanta es preserva quasi intacte, només li manquen els dits de la mà esquerra i l'índex de la dreta. Té una grandària natural de 190 cm i és fet amb marbre pentèlic.
Està dempeus en contrapposto, donant suport a la major part del pes al peu esquerre, mentre que la cama dreta està relaxada. Duu una clàmide sobre l'espatla esquerra i l'enrotlla sobre el braç, després cau d'esquena i penja del suport del tronc, de manera que està pràcticament nu.
Té el cap despentinat amb flocs curts de i el gira una mica a la dreta. Tot i creat en el segle ii, presenta característiques clarament de Lisip, la qual cosa significa que, o bé va ser realitzat deliberadament en aquest estil, o bé és una còpia d'una estàtua del segle iv ae. Té trets comuns amb estàtues semblant d'Hermes trobades a Andros (Hermes d'Andros) i Ègion (Hermes d'Ègion), només que aquesta ha estat descrita com a precisa però formal, mancada de la naturalitat, delicadesa i gràcia de la d'Andros, tot i que superior a la d'Ègion.